# Kvasjön, Västerbotten
Kvasjön är en sjö i Vindelns kommun i Västerbotten och ingår i Umeälvens huvudavrinningsområde. Sjön har en area på 0,0255 kvadratkilometer och ligger 211,2 meter över havet.

## Delavrinningsområde
Kvasjön ingår i det delavrinningsområde (710932-167965) som SMHI kallar för Mynnar i Ramsan. Medelhöjden är 211 meter över havet och ytan är 11,83 kvadratkilometer. Räknas de 2 avrinningsområdena uppströms in blir den ackumulerade arean 18,15 kvadratkilometer. Hansmyrbäcken som avvattnar avrinningsområdet har biflödesordning 3, vilket innebär att vattnet flödar genom totalt 3 vattendrag innan det når havet efter 66 kilometer. Avrinningsområdet består mestadels av skog (87 procent). Avrinningsområdet har 0,14 kvadratkilometer vattenytor vilket ger det en sjöprocent på 1,2 procent.